# Quévy-le-Petit
Quévy-le-Petit est une section de la commune belge de Quévy, située en Région wallonne dans la province de Hainaut.

## Évolution démographique
- Sources : INS, Rem. : 1831 jusqu'en 1970 = recensements, 1976 = nombre d'habitants au 31 décembre.

## Histoire de Quévy-le-Petit
Ce village, autrefois nommé simplement Quévy, était le siège d’une des douze pairies du Hainaut. En 1473, Ghislain de Ville était seigneur de Quévy et pair de Hainaut. En 1670, le titre de pairie du Hainaut, attaché à la terre de Quévy, fut, du consentement des États de la province, transporté sur la terre et seigneurie d’Enghien, en faveur de la maison d'Arenberg. En 1122, l’autel de Quévy appartenait au chapitre d’Aix-la-Chapelle.
L’abbaye de Liessies était collateur de la cure.
Quévy-le-Petit était le siège de la seigneurie de Beaumateau, propriété des familles Franeau et Bournonville ; de la seigneurie et du château de Bosqueau qui appartenait à la famille de Latre ; du fief du château du Petit-Cambrai, dont la famille de Patoul avait la possession ; de la seigneurie d’Havré ; de la seigneurie du comte de Clerfayt et de la seigneurie de Beaudroit, possédée au XVIIIe siècle par les familles Wauquier, puis Derbais.
Les champs du village étaient, dans le temps, surtout utilisés pour la paisson des pourceaux.
La pairie de Petit-Quévy avait pour armes : d’or au chef de sable.

## Patrimoine et culture

### Patrimoine architectural
L’église est dédiée à saint Martin. Elle est de style ogival portant le millésime de 1544. À l’intérieur, un bénitier en pierre de 1524.

## Galerie

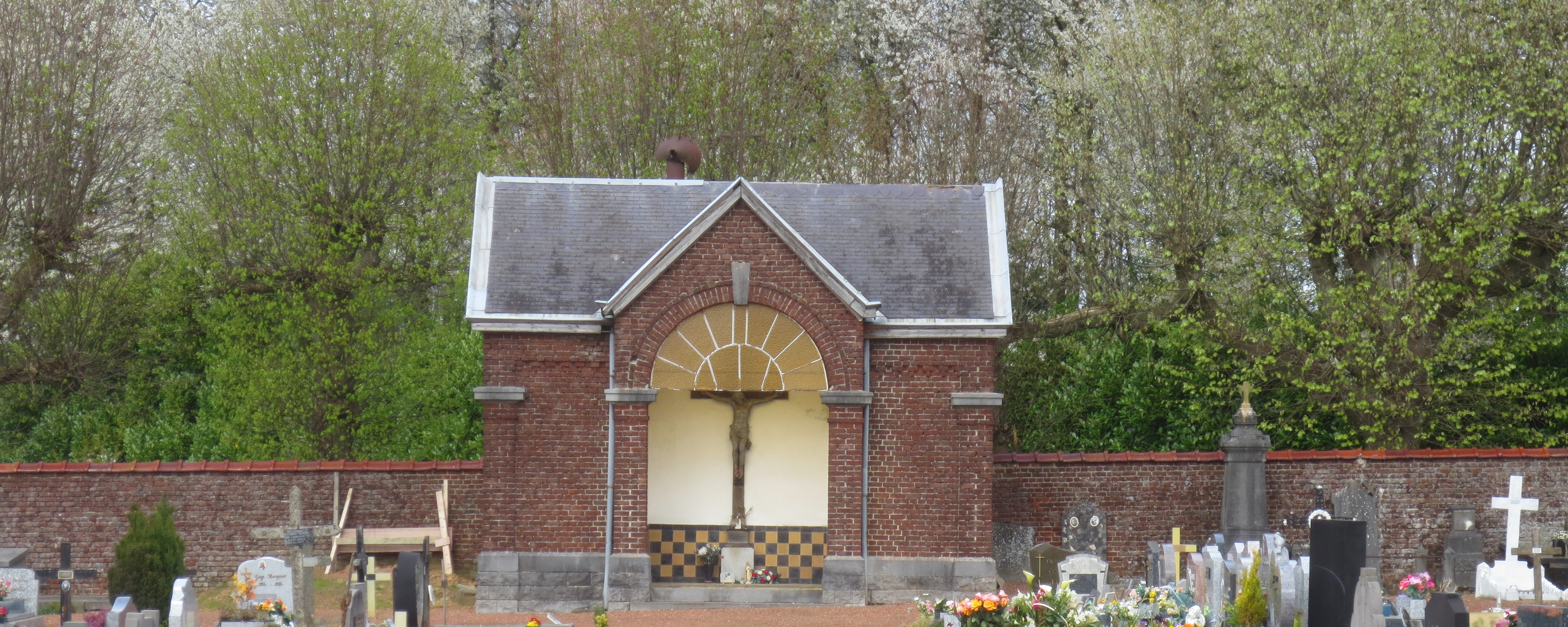
Le calvaire.
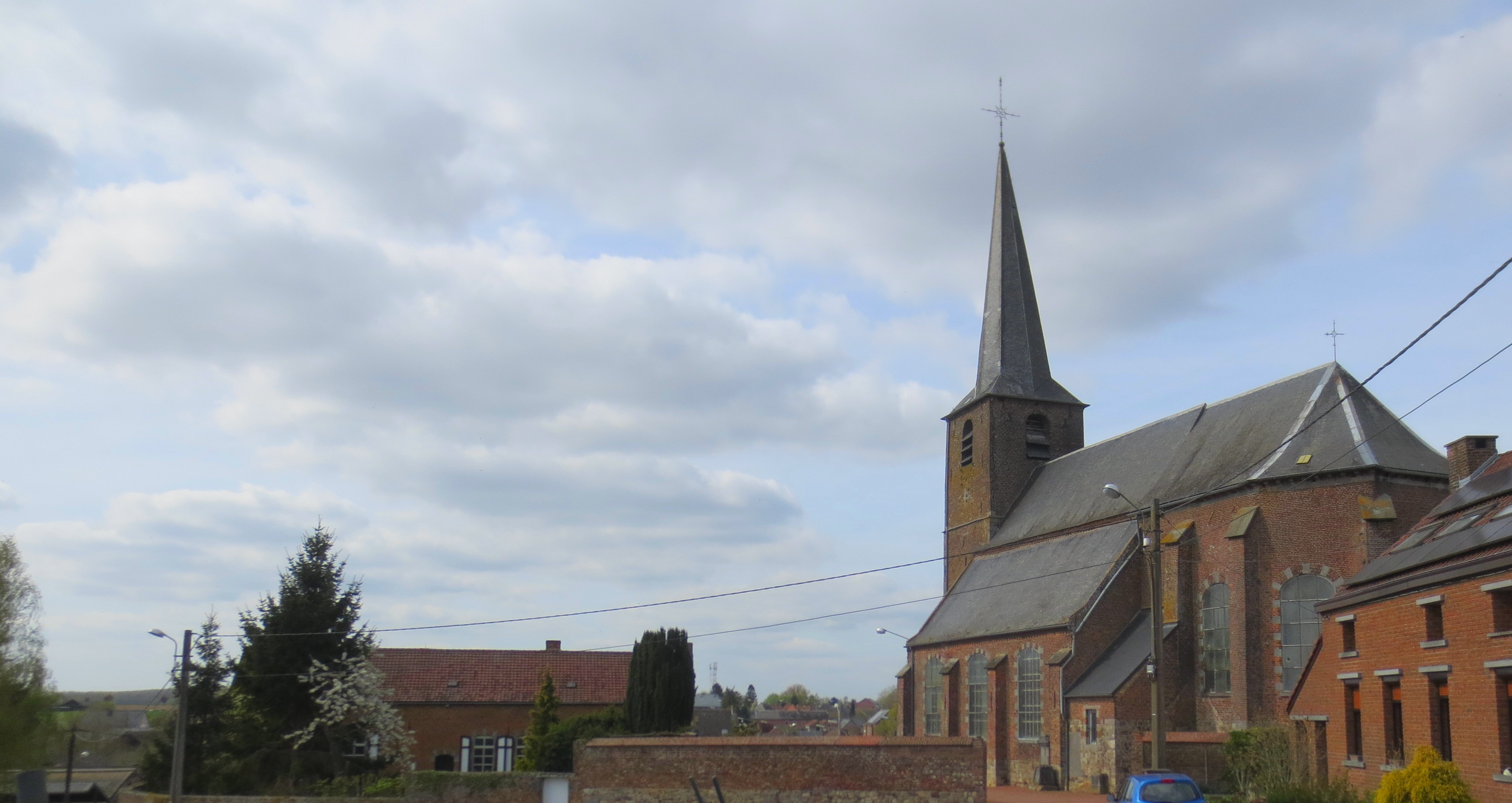
L'église.
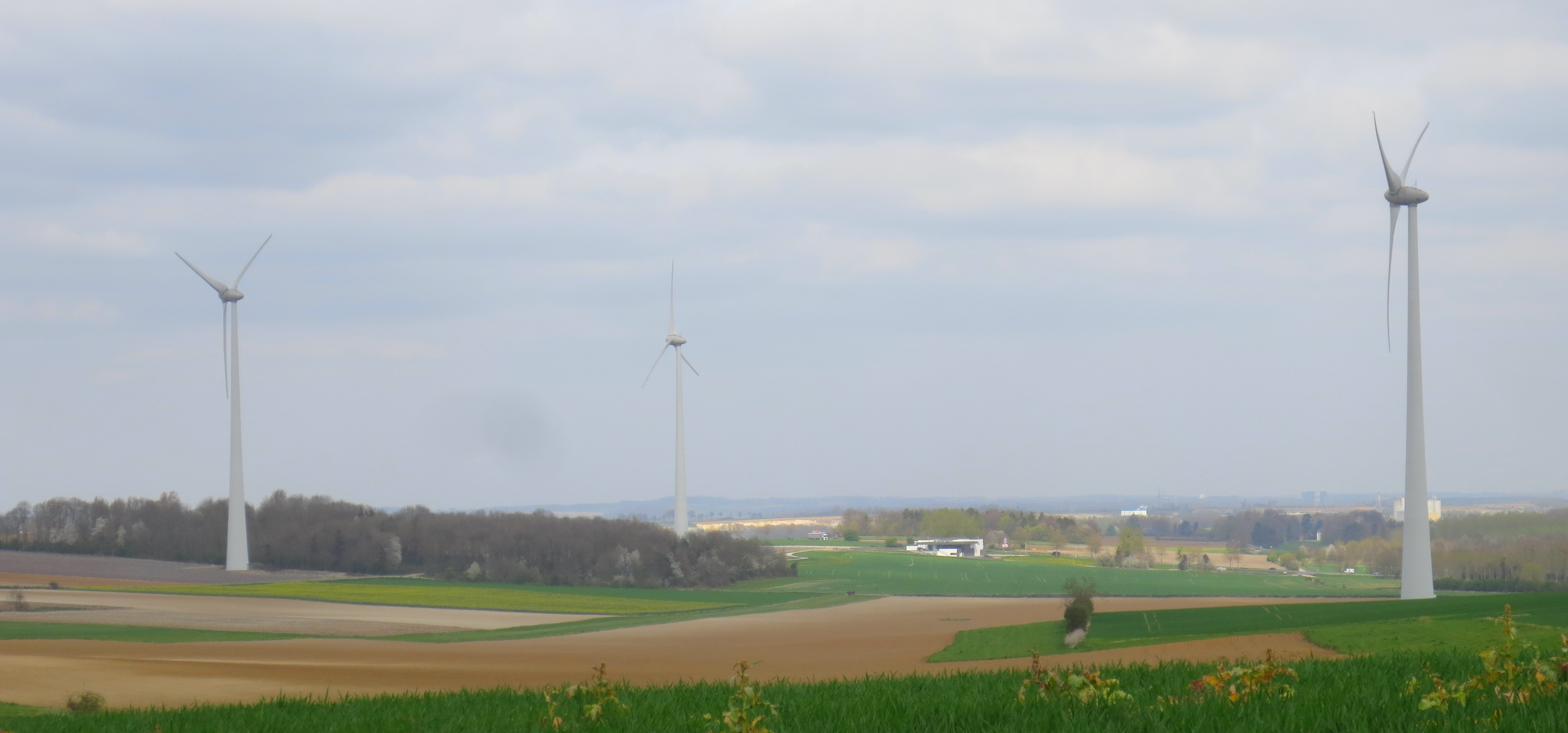
Les éoliennes.